# Abdolfattah Soltani
Abdolfattah Soltani (2 novembre 1953) è un avvocato e attivista iraniano, imprigionato dalle autorità iraniane.

## Biografia
Membro del Centro dei Difensori dei Diritti Umani, Soltani è stato incarcerato per reati politici nel 2005 e nel 2009.
Arrestato il 10 settembre 2011, viene accusato di "diffusione di propaganda contro il sistema", "organizzazione di un gruppo di opposizione illegale" e "riunione e cospirazione con l’intento di danneggiare la sicurezza nazionale".
Nel 2012 riceve una condanna a 18 anni di carcere, ed è stato bandito per altri 20 anni dall'esercizio della sua professione.
Viene scarcerato nel novembre 2018.

## Premi
Riceve il "Premio Diritti Umani 2019" Consiglio Nazionale Forense.